# Hua Hin Open 2015
Il Hua Hin Open 2015 è stato un torneo professionistico di tennis giocato sui campi in cemento della True Arena  a Hua Hin, in Thailandia. È stata la prima edizione del torneo e faceva parte del WTA Challenger Tour 2015. Il torneo si è giocato dal 9 al 15 novembre 2015.

## Partecipanti

### Teste di serie
| Nazionalità | Giocatrice        | Ranking* | Testa di serie |
| ----------- | ----------------- | -------- | -------------- |
| Giappone    | Misaki Doi        | 60       | 1              |
| Cina        | Zheng Saisai      | 75       | 2              |
| Giappone    | Nao Hibino        | 79       | 3              |
| Kazakistan  | Jaroslava Švedova | 82       | 4              |
| Giappone    | Kurumi Nara       | 83       | 5              |
| Russia      | Evgenija Rodina   | 84       | 6              |
| Ungheria    | Tímea Babos       | 85       | 7              |
| Belgio      | Kirsten Flipkens  | 94       | 8              |

- Ranking al 2 novembre 2015.

### Altre partecipanti
Giocatrici che hanno ricevuto una wild card:
- Kamonwan Buayam
- Noppawan Lertcheewakarn
- Bunyawi Thamchaiwat
- Varatchaya Wongteanchai

Giocatrici che sono passate dalle qualificazioni:
- Akgul Amanmuradova
- Shūko Aoyama
- Liu Chang
- Lu Jiajing

## Campioni

### Singolare
Jaroslava Švedova ha sconfitto in finale  Naomi Ōsaka per 6–4, 6(8)–7, 6–4.

### Doppio
Liang Chen e  Wang Yafan hanno sconfitto in finale  Varatchaya Wongteanchai e  Yang Zhaoxuan per 6–3, 6–4.